# 借書
借書（しゃくしょ）とは、米穀や金銭などを借用する際に借主から貸主に渡す証文。借券・借用状ともいう。

## 概要
元々は辞や解文の書式を用いて作成されていたが、中世に入ると「借用申料足之事」「借請用途事」のような崩れた事書で始まる書式となって定着した。事書の次の行以後には具体的な借用物の額、本文、日付、借主の署名が記された。貸主の名前が記載されるようになるのは鎌倉時代以後とされ、室町時代に入ると宛所に貸主の名前が記載されるようになった。元本および利息が返済された後に、貸主が返済済という注記を裏側に記したり、墨線で文面を抹消したりし借書を借主に返却した。
なお、建武の徳政令において借書にも年紀法（10年間）が導入され、室町幕府もこれを継承した。これは貸借契約に消滅時効があり、時効を過ぎた債務は返済の必要が無かったことを意味する。当時は徳政令を始めとして債権者よりも債務者を保護する法理が確立されており、この年紀法もその流れの上に属するものであった。だが、次第に債権者の保護が求められるようになり、永享2年（1430年）の室町幕府追加法202条で従来の（10年の年紀法）を悪用して債務者が借金を踏み倒す（債務不弁）は仁義に反するものと批判して10年過ぎた債務でも元本および同額の利子を返済するものとし、6年後の永享8年（1436年）の同追加法207条では、債権者による3度の催促をもってしても返済されない債務に関する訴訟をすべて幕府政所にて受理する方針を打ち出した。ここに借書における年紀法は完全に放棄されることになった。